# Liste des préfets de Tarn-et-Garonne
La liste des préfets de Tarn-et-Garonne commence avec la création de ce département, qui a lieu seulement en 1808, alors que la plupart des départements français datent de 1790. Le siège de la préfecture est Montauban, jusqu'en 1808 sous-préfecture du département du Lot (Cahors).
L'actuel préfet est Vincent Roberti, nommé en 2023. 

## Premier Empire (1808-1814)
| Période          | Période      | Identité                  | Fonction précédente                                                      | Observation                            |
| ---------------- | ------------ | ------------------------- | ------------------------------------------------------------------------ | -------------------------------------- |
| 25 novembre 1808 | 12 mars 1813 | Félix Le Peletier d'Aunay | Auditeur au Conseil d'État                                               | Nommé préfet d'Eure-et-Loir            |
| 12 mars 1813     | 10 juin 1814 | Louis Bouvier-Dumolart    | Auditeur au Conseil d'État Sous-préfet de Sarrebruck Préfet du Finistère | Nommé préfet de la Sarthe (Cent-Jours) |

## Première Restauration (1814-1815)
| Période      | Période      | Identité                                   | Fonction précédente | Observation                                                                                   |
| ------------ | ------------ | ------------------------------------------ | --- | --------------------------------------------------------------------------------------------- |
| 3 mai 1814   | 10 juin 1814 | Pons Louis François, marquis de Villeneuve | Membre du Conseil général de la Haute-Garonne                                                                                           | (Préfet provisoire) Nommé préfet des Hautes-Pyrénées                                          |
| 10 juin 1814 | 6 avril 1817 | Alban de Villeneuve-Bargemont              | Auditeur au Conseil d'État Sous-préfet de Zierickzée (Bouches-de-l'Escaut, 1811) Préfet des Bouches-de-l'Èbre Préfet de Sambre-et-Meuse | (lre période). Démissionne (Cent-Jours), réinstallé le 7 juillet 1815 (Seconde Restauration). |

## Cent-Jours (mars-juin 1815)
| Période       | Période      | Identité                                | Fonction précédente                                                                                            | Observation |
| ------------- | ------------ | --------------------------------------- | --- | --- |
| 6 avril 1815  | non installé | Joseph Victor Aubernon                  | Préfet de l'Hérault                                                                                            | (Nomination annulée). Sera (1830) préfet de Seine-et-Oise, puis député du Var                                       |
| 11 avril 1815 | non installé | Louis-Alexandre Himbert de Flégny       | Préfet des Vosges, puis à la retraite                                                                          | Non-acceptant, garde la retraite                                                                                    |
| 20 avril 1815 | 15 mai 1815  | Sébastien Louis Saulnier                | Auditeur au Conseil d'État Commissaire général de police                                                       | Nommé préfet de l'Aude Député à la Chambre introuvable Préfet de la Mayenne (1830) Préfet de police de Paris (1831) |
| 15 mai 1815   | 1815         | Claude-Philibert Barthelot de Rambuteau | Chambellan de l'Empereur Préfet du Simplon Préfet de la Loire Préfet de l'Allier (Cent-Jours) Préfet de l'Aude | Sera (1833-1848) préfet de la Seine                                                                                 |

## Seconde Restauration (1815-1830)
| Période          | Période          | Identité                                              | Fonction précédente                     | Observation |
| ---------------- | ---------------- | ----------------------------------------------------- | --------------------------------------- | --- |
| 7 juillet 1815   | 6 août 1817      | Alban de Villeneuve-Bargemont                         | Préfets de Tarn-et-Garonne, 1re periode | (2e période, réinstallé à la Seconde Restauration). Nommé préfet de la Charente Sera député à la Chambre (monarchie de Juillet) |
| 6 août 1817      | 23 mars 1822     | Comte Auguste de Balsac                               | Auditeur au Conseil d'État              | Nommé préfet de l'Oise |
| 23 mars 1822     | 18 juillet 1827  | Charles Antoine Gabriel de Limairac                   | Député de la Haute-Garonne              | Nommé préfet de Vaucluse |
| 18 juillet 1827  | 27 janvier 1828  | Augustin Le Forestier de Vendeuvre                    | Préfet d'Ille-et-Vilaine                | Nommé préfet de la Vienne |
| 27 janvier 1828  | 12 novembre 1828 | Christophe Armand Paul Alexandre de Beaumont          | Député de la Dordogne                   | Nommé préfet d'Indre-et-Loire                                                                                                   |
| 12 novembre 1828 | 13 août 1830     | Charles Louis Jacques Maxime de Chastenet de Puységur | Préfet de la Dordogne                   | Révoqué par le régime de la monarchie de Juillet                                                                                |

Le roi Charles X est renversé par les journées révolutionnaires des Trois Glorieuses (27-29 juillet 1830), mais le règne de Louis-Philippe ne commence officiellement que le 9 août suivant.

## Monarchie de Juillet (1830-1848)
| Période           | Période           | Identité                                   | Fonction précédente                                                 | Observation                                     |
| ----------------- | ----------------- | ------------------------------------------ | ------------------------------------------------------------------- | ----------------------------------------------- |
| 13 août 1830      | 17 novembre 1830  | Achille Chaper                             | Ingénieur, membre du conseil d'administration des forges d'Allevard | Nommé préfet du Gard                            |
| 17 novembre 1830  | 12 janvier 1831   | Charles-Aristide de La Coste               | Préfet du Gard                                                      | Nommé préfet de la Somme                        |
| 12 janvier 1831   | 30 mars 1833      | Pierre Henri Dugied                        | Préfet du Haut-Rhin                                                 | Passe à la retraite                             |
| 30 mars 1833      | 21 septembre 1834 | Germain Joseph Marie Boullé                | Préfet de la Vienne                                                 | Nommé préfet de l'Aude                          |
| 21 septembre 1834 | 12 novembre 1835  | Pierre Paul Benoît Pompeï dit Pompeï-Paoli | Préfet d'Eure-et-Loir                                               | Sera conseiller de la cour de cassation à Paris |
| 12 novembre 1835  | 7 février 1839    | Prudent Bruley-Desvarannes                 | Sous-préfet de Saumur                                               | Sera (août 1839) préfet de la Sarthe            |
| 7 février 1839    | 18 octobre 1839   | Hugues-Iéna Darcy                          | Sous-préfet de Sens                                                 | Nommé préfet de l'Aube                          |

| Début           | Fin             | Nom                               | Fonction précédente | Observations              |
| --------------- | --------------- | --------------------------------- | ------------------- | ------------------------- |
| 18 octobre 1839 | 4 janvier 1847  | Auguste Ménard de Marsainvilliers | Préfet de la Creuse | Nommé préfet de la Sarthe |
| 4 janvier 1847  | 24 février 1848 | Étienne Boby de La Chapelle       | Préfet du Lot       |                           |

Le roi Louis-Philippe abandonne le pouvoir le 24 février 1848, à la suite des journées révolutionnaires de février 1848 à Paris.

## Deuxième République (1848-1851)
Liste des préfets de la deuxième République
| Début           | Fin             | Nom                         | Fonction précédente                                                                                            | Observations |
| --------------- | --------------- | --------------------------- | --- | --- |
| 24 février 1848 | 8 mars 1848     | Étienne Boby de La Chapelle | En poste sous la monarchie de Juillet                                                                          | Mis à la retraite |
| 8 mars 1848     | 11 avril 1848   | Xavier Sauriac              | Journaliste, membre de la Société des droits de l'homme Ancien principal du collège de Montauban               | (Commissaire du gouvernement) Chassé par une émeute |
| 14 avril 1848   | 8 mai 1848      | Théodore Laroche            | Avocat | (1re période) (Commissaire du gouvernement) Nommé Commissaire général par intérim de la Haute-Garonne, du Gers, de Lot-et-Garonne, du Tarn et de Tarn-et-Garonne |
| 8 mai 1848      | 18 juin 1848    | Auguste Delmas              | Commissaire du gouvernement du Tarn provisoire[pas clair]                                                      | (Commissaire du gouvernement par intérim) |
| 18 juin 1848    | 24 janvier 1849 | Théodore Laroche            | Commissaire général par intérim de la Haute-Garonne, du Gers, de Lot-et-Garonne, du Tarn et de Tarn-et-Garonne | (2e période) (Préfet) |
| 24 janvier 1849 | 7 mars 1851     | Auguste Taillefer           | Préfet des Pyrénées-Orientales                                                                                 | Nommé préfet du Tarn |
| 7 mars 1851     | 3 décembre 1851 | Pierre Pardeilhan-Mézin     | Préfet du Doubs                                                                                                | Passe à la retraite |
| 6 décembre 1851 | non installé    | Jean Costa                  | Sous-préfet de Sartène                                                                                         | (sans suite). Nommé préfet de Vaucluse |

## Second Empire (1851-1870)
Liste des préfets du second Empire
| Début            | Fin              | Nom                                               | Fonction précédente                                                         | Observations                                                                 |
| ---------------- | ---------------- | ------------------------------------------------- | --------------------------------------------------------------------------- | ---------------------------------------------------------------------------- |
| 9 décembre 1851  | 4 mars 1853      | Jacques Dufay de Launaguet                        |                                                                             | Nommé Maître des requêtes au conseil d'État                                  |
| 4 mars 1853      | non installé     | Félix Chadenet                                    | Membre de la commission consultative, Maître des requêtes au conseil d'État | (sans suite). Nommé préfet de Loir-et-Cher                                   |
| 30 mars 1853     | 15 juin 1854     | Antoine Chicaneau de Chambaron                    | Préfet de Loir-et-Cher                                                      | En disponibilité                                                             |
| 15 juin 1854     | 8 août 1855      | André Le Vasseur                                  | Ministre plénipotentiaire au Mexique                                        | Nommé Président de la commission télégraphique internationale                |
| 8 août 1855      | 26 novembre 1856 | Augustin Pierre Marie Le Provost de Launay        | Préfet des Hautes-Alpes                                                     | Nommé préfet de l'Isère                                                      |
| 26 novembre 1856 | 14 juin 1860     | Joseph Ambroise Lorette                           | Sous-préfet de Roanne                                                       | Nommé préfet des Deux-Sèvres                                                 |
| 14 juillet 1860  | 12 novembre 1865 | Gustave-Léonard Pompon-Levainville                | Préfet de la Haute-Savoie                                                   | Nommé préfet de la Manche                                                    |
| 12 novembre 1865 | 23 octobre 1869  | Étienne Eugène Stanislas Somain (aussi : Soumain) | Sous-préfet de Brest                                                        | Nommé préfet du Cantal                                                       |
| 23 octobre 1869  | 6 septembre 1870 | Pierre Louis Stéphany Poignant                    | Préfet d'Alger                                                              | Passe à la retraite                                                          |
| 6 septembre 1870 | 6 septembre 1870 | Louis Charles de Saulces de Freycinet             | Conseiller général de Nègrepelisse (Tarn-et-Garonne)                        | Démission. Devient délégué personnel de Gambetta au département de la guerre |

## Troisième République (1870-1940)
LIste des préfets de la troisième République
| Début             | Fin               | Nom                                       | Fonction précédente | Observations |
| ----------------- | ----------------- | ----------------------------------------- | --- | --- |
| 13 septembre 1870 | 26 mars 1871      | Pierre Flamens                            | Sous-préfet de Castelsarrasin | (A été avocat, déporté du 2 décembre 1851). |
| 26 mars 1871      | 15 février 1873   | Louis Gustave Vapereau                    | Préfet du Cantal | Disponibilité |
| 15 février 1873   | 26 mai 1873       | Antonin Charles Léon Daunassans           | Préfet de la Corse | Nommé préfet de la Côte-d'Or |
| 26 mai 1873       | 21 mars 1876      | Ambroise Abraham Nicolas Després          | Sous-préfet de Boulogne-sur-Mer | |
| 21 mars 1876      | 19 mai 1877       | François Louis Herbette                   | publiciste | (Révoqué lors de la Crise du 16 mai 1877). Devient secrétaire général du comité des gauches au Sénat. Nommé en décembre 1877 préfet de la Somme |
| 19 mai 1877       | 18 décembre 1877  | Maxime de Gombert                         | Préfet du Lot | Retraite pour raison de santé |
| 18 décembre 1877  | 15 mars 1879      | Philippe Jean Barnabé Devoucoux           | Député de Saint-Amand (gauche républicaine) | Devient conseiller à la cour d'appel de Toulouse                                                                                                |
| 15 mars 1879      | 6 mars 1880       | Ludovic Pierre Jacques Philippe Mercadier | Secrétaire général du Rhône | Nommé receveur particulier des finances à Castres                                                                                               |
| 6 mars 1880       | 1er mai 1882      | Justin, Germain, Casimir de Selves        | Avocat et conseiller municipal à Montauban | Nommé préfet de l'Oise |
| 1er mai 1882      | 4 avril 1883      | Guillaume Marie Victor Emile Martin       | Secrétaire général du gouvernement général de l'Algérie                                                                                            | Nommé directeur de l'institution nationale des jeunes aveugles à Paris                                                                          |
| 4 avril 1883      | 5 octobre 1884    | Dominique Henry Bossu                     | Préfet de l'Aude | (Nommé trésorier-payeur général de l'Ariège, non-installé). Devient receveur particulier des finances à Dax                                     |
| 5 octobre 1884    | 7 août 1887       | Ludovic Eynac                             | Sous-préfet de Toulon | Nommé préfet de l'Aude |
| 7 août 1887       | 9 août 1890       | Francisque Masclet                        | Préfet de l'Aude | Nommé préfet de la Haute-Savoie |
| 9 août 1890       | 17 mars 1893      | Charles François Dumoulin                 | Préfet de la Haute-Savoie | Nommé préfet de la Haute-Loire |
| 17 mars 1893      | 21 janvier 1896   | Paul Humbert                              | Sous-préfet de Reims | Nommé préfet de Constantine |
| 28 février 1896   | non-installé      | François Eugène Bougouin                  | Sous-préfet de Verdun | Nommé préfet de l'Aude |
| 5 mars 1896       | 31 mars 1899      | Félix Bonaventure Cauro                   | Secrétaire général de la Seine-Inférieure) (Préfet de l'Aude, non-installé)                                                                        | Commissaire de Police de la Seine |
| 31 mars 1899      | 24 septembre 1900 | Henry Jean Jules Paul Sernin Estelle      | Commissaire de Police de la Seine | Nommé préfet de la Dordogne |
| 24 septembre 1900 | 3 novembre 1906   | Abraham Schrameck                         | Secrétaire général des Bouches-du Rhône | Nommé préfet de l'Aisne |
| 3 novembre 1906   | 7 juin 1914       | Louis Abel Marcel Chardon                 | Sous-préfet de Narbonne | Disponibilité |
| 7 juin 1914       | 22 janvier 1919   | Georges Clément Charles Duvernoy          | Préfet du Var | (Nommé préfet de l'Ardèche non-installé). Nommé préfet de Constantine                                                                           |
| 28 décembre 1915  | 9 avril 1918      | René Paulin Jean Joseph Isidore Viaud     | Sous-préfet de Saint-Gaudens | (préfet ad interim pendant la mobilisation du titulaire Duvernoy)                                                                               |
| 9 avril 1918      | 16 février 1921   | Pierre Étienne Tavera                     | Préfet des Pyrénées-Orientales | (préfet ad interim pour Duvernoy jusqu'à 22 janvier 1919, puis préfet titulaire).Passe à la retraite                                            |
| 16 février 1921   | 22 janvier 1925   | Adrien Zévort                             | Préfet des Basses-Alpes | |
| 22 janvier 1925   | non-installé      | Fernand Marie Jean Antonin Delaporte      | Détaché au ministre des affaires étrangères comme directeur adjoint de l'intérieur à la commission de gouvernement interalliée de la Haute-Silésie | Mis en disponibilité. Sera en 1928 Commissaire de police de la Seine                                                                            |
| 22 janvier 1925   | 7 février 1926    | Louis Frédéric Narcisse Paisant           | Préfet des Hautes-Alpes | Nommé préfet des Deux-Sèvres |
| 7 février 1926    | non-installé      | Denis François Jules Médéric Ginoux       | Directeur de cabinet du gouverneur général de l'Algérie                                                                                            | Nommé Directeur de l'office public d'hygiène sociale de la Seine                                                                                |
| 8 février 1926    | 14 avril 1927     | Armand Guillon                            | Directeur de l'office public d'hygiène sociale de la Seine                                                                                         | Directeur du personnel et de l'administration générale                                                                                          |
| 14 avril 1927     | non-installé      | Lucien Cornélien Bilange                  | Sous-préfet de Bayonne | (sans suite). Nommé préfet de la Drôme |
| 14 juin 1927      | 15 mai 1930       | Paul Vidal                                | Secrétaire général de Meurthe-et-Moselle | Devient receveur percepteur du 19e arrondissement de Paris                                                                                      |
| 15 mai 1930       | non-installé      | Maurice Joseph Le Hoc                     | Sous-préfet de Haguenau | (sans suite). Devient chef du service central à la direction générale des services d'Alsace et Lorraine                                         |
| 15 mai 1930       | 13 octobre 1932   | Bernard Larroque                          | Sous-préfet de Pontoise | Nommé préfet de Loir-et-Cher |
| 13 octobre 1932   | non-installé      | Jean Berthoin                             | Sous-préfet de Narbonne | (sans suite). Devient Directeur de Cabinet du ministre des colonies Albert Sarraut                                                              |
| 31 octobre 1932   | 19 octobre 1937   | Georges Malick                            | Secrétaire général de Seine-et-Oise | Nommé préfet de la Charente |
| 19 octobre 1937   | non-installé      | Léon Douarche                             | En service détaché au ministère des affaires étrangères, directeur de l'office international du vin                                                | (sans suite). Continue en service détache. |
| 19 octobre 1937   | 17 septembre 1940 | Louis Boucoiran                           | Secrétaire général de la Gironde | Nommé préfet de la Meuse |

## Régime de Vichy (1940-1944)
| Début             | Fin              | Nom                          | Fonction précédente                                                       | Observations                  |
| ----------------- | ---------------- | ---------------------------- | ------------------------------------------------------------------------- | ----------------------------- |
| 17 septembre 1940 | 14 novembre 1941 | Albert Lucien Jules Durocher | Sous-préfet de Thionville                                                 | Nommé préfet des Hautes-Alpes |
| 14 novembre 1941  | 24 janvier 1944  | Louis Alfred François Martin | député de l'Aveyron (Fédération républicaine) conseiller national en 1941 | Démissionne                   |
| 4 février 1944    | 17 novembre 1944 | Maurice Paul Vincent         | Sous-préfet d'Avallon                                                     | Suspendu de ses fonctions     |

## Quatrième République (1944-1958)
| Début            | Fin              | Nom                                  | Fonction précédente                                                          | Observations                                                         |
| ---------------- | ---------------- | ------------------------------------ | ---------------------------------------------------------------------------- | -------------------------------------------------------------------- |
| 21 août 1944     | 21 mars 1946     | Auguste Jacques Joseph Rouanet       | Inspecteur général honoraire                                                 | (préfet provisoire, puis préfet délégué). Devient préfet honoraire   |
| 1er mars 1946    | 9 mai 1947       | Pierre François Constant Maisonneuve | Chef de Cabinet du ministre Adrien Tixier                                    | Directeur des affaires générales du Ministère de l'Intérieur a París |
| 9 mai 1947       | 1er octobre 1952 | Jean Ghisolfi                        | A été administrateur principal de la CM d’Aflou (1941-1944)                  | Nommé préfet de l'Allier                                             |
| 1er octobre 1952 | 16 juin 1955     | Raymond Ferdinand Jacquet            | Chargé de mission au cabinet du ministre de la justice Léon Martinaud-Déplat | Nommé préfet de la Haute-Savoie                                      |
| 16 juin 1955     | 25 août 1958     | Pierre Dejean                        | Sous-préfet de Bayonne                                                       | Nommé préfet de la Corrèze                                           |

## Cinquième République (depuis 1958)
| Début             | Fin               | Nom                               | Fonction précédente                                                              | Observations                                                                             |
| ----------------- | ----------------- | --------------------------------- | -------------------------------------------------------------------------------- | ---------------------------------------------------------------------------------------- |
| 25 août 1958      | 25 avril 1962     | Bernard Gaston Robert Patou       | Sous-préfet du Havre                                                             | Nommé préfet de la Haute-Savoie                                                          |
| 25 avril 1962     | 19 septembre 1964 | Jean René Marie Vaudeville        | Chef de cabinet du Premier ministre Michel Debré                                 | Nommé directeur de cabinet du ministre de l'agriculture Edgard Pisani                    |
| 19 septembre 1964 | 20 juillet 1966   | Pierre Francis Lambertin          | Secrétaire général de la Loire                                                   | Nommé préfet de la Martinique                                                            |
| 20 juillet 1966   | 3 août 1968       | Charles Lucien Schmitt            | conseiller technique au cabinet du ministre Roger Frey                           | Nommé directeur adjoint de cabinet du ministre Raymond Marcellin                         |
| 3 août 1968       | 31 décembre 1971  | Marcel Philippe René Jaquet       | Sous-préfet de Lorient                                                           | Passe à la retraite                                                                      |
| 31 décembre 1971  | 1er avril 1974    | Claude Charbonniaud               | Conseiller technique au cabinet du Premier ministre Jacques Chaban-Delmas        | Nommé préfet d'Eure-et-Loir                                                              |
| 1er avril 1974    | 13 septembre 1978 | Michel Henri Petit dit Petit-Uzac | Préfet de la Corrèze                                                             | Nommé préfet du Jura                                                                     |
| 13 septembre 1978 | 16 juillet 1981   | Paul Marcel Rouaze                | Préfet des Alpes-de-Haute-Provence                                               | Nommé préfet des Deux-Sèvres                                                             |
| 16 juillet 1981   | 13 juillet 1982   | Gabriel Lucien Labrunie           | Sous-préfet de La Flèche                                                         | Passe à la retraite                                                                      |
| 13 septembre 1982 | 13 août 1985      | Jean-Marie Diemer                 | Secrétaire général de la préfecture de la Loire                                  | Nommé préfet du Tarn                                                                     |
| 13 août 1985      | 23 juillet 1986   | Paul Mingasson                    |                                                                                  |                                                                                          |
| 23 juillet 1986   | 17 août 1988      | Michel Festy                      | Secrétaire général de la préfecture du Rhône                                     | Nommé préfet de l'Aude                                                                   |
| 17 août 1988      | 24 avril 1991     | Victor Convert                    | Sous-préfet de Béthune                                                           | Nommé préfet de l'Aude                                                                   |
| 24 avril 1991     | 8 avril 1993      | Bernadette Malgorn                | Secrétaire-générale de la préfecture de la Moselle                               | Directeur de Cabinet du Président de l'Assemblée nationale et du Congrès Philippe Séguin |
| 5 mai 1993        | 15 septembre 1996 | Michel Pelissier                  | Préfet de la lozère                                                              | Nommé directeur de l’agence régionale d’hospitalisation de Rhône-Alpes                   |
| 16 septembre 1996 | 29 octobre 1997   | Gérard Lambotte                   | Préfet des Alpes-de-Haute-Provence                                               | En congé spécial                                                                         |
| 29 octobre 1997   | 15 juillet 1999   | Jean-François Carenco             | Préfet de Saint-Pierre-et-Miquelon                                               | Nommé préfet de Guadeloupe                                                               |
| 15 juillet 1999   | 3 juillet 2002    | Henri-Michel Comet                | Directeur des affaires politiques, administratives et financières de l'outre-mer | Nommé directeur de l'administration territoriale et des affaires politiques              |
| 1er août 2002     | 9 janvier 2004    | Jean Paraf                        | Directeur général de l'association des maires de France                          | Nommé préfet hors cadre                                                                  |
| 9 janvier 2004    | 18 juillet 2005   | Anne-Marie Charvet                | Ingénieure territoriale en chef                                                  | Nommé préfète hors cadre                                                                 |
| 18 juillet 2005   | 18 juillet 2007   | Alain Rigolet                     | préfet du Cantal                                                                 | Nommé préfète hors cadre                                                                 |
| 25 juillet 2007   | 25 novembre 2009  | Danièle Polvé-Montmasson          | Sous-préfète de Sarcelles                                                        | Nommé préfète de l'Aveyron                                                               |
| 19 décembre 2009  | 14 mars 2013      | Fabien Sudry                      | Préfet délégué de la zone de défense ouest                                       | Nommé préfet de Saône-et-Loire                                                           |
| 14 mars 2013      | 31 décembre 2015  | Jean-Louis Géraud                 | Chef de cabinet de la Garde des Sceaux Christiane Taubira                        | Passe à la retraite                                                                      |
| 1er janvier 2016  | 25 novembre 2020  | Pierre Besnard                    | Chef de cabinet du président de la République française François Hollande        |                                                                                          |
| 25 novembre 2020  | 22 mars 2023      | Chantal Mauchet                   | Préfète de l'Ariège                                                              | Nommée Préfète de l'Ain.                                                                 |
| 22 mars 2023      | en cours          | Vincent Roberti,                  | Administrateur général de l'État                                                 |                                                                                          |